# The Farmer (canción)
«The Farmer» es el sencillo debut de la banda de rock irlandesa Thin Lizzy, lanzado en Parlophone en 1970. Es la única grabación de la formación original de cuatro piezas de Phil Lynott, Eric Bell, Brian Downey y Eric Wrixon.

## Fondo
Thin Lizzy se formó a fines de 1969 y rápidamente ganó reputación en la prensa en Dublín, ya que los miembros ya eran conocidos en las bandas locales de la ciudad.
Después de tocar en un concierto de exhibición en St Aidan's Hall en julio de 1970, EMI Ireland contrató a Thin Lizzy para grabar un sencillo. La canción, escrita por el cantante y bajista Phil Lynott, fue grabada en Trend Studios, Baggot Street, y producida por John D'Ardis. El lado B era una composición de D'Ardis, «I Need You», que incluía una sección de metales.
El grupo no tenía experiencia en la grabación y apareció con su PA en vivo, ya que el guitarrista Eric Bell pensó que D'Ardis grabaría a la banda en vivo con su equipo de escenario, en lugar de usar equipo de estudio.
Después de grabar, la gerencia le dijo al grupo que estaban cortos de dinero y que necesitaban deshacerse de un miembro. El teclista Eric Wrixon no parecía encajar con el resto de los planes a largo plazo del grupo y se fue en silencio. Lynott y Bell subvencionaron los ingresos de la banda actuando como un dúo de folk en varios pubs de Dublín.

## Lanzamiento
El sencillo fue lanzado por Parlophone el 31 de julio de 1970. Se imprimieron quinientas copias del sencillo, pero solo se vendieron 283 copias. El resto de los discos no vendidos fueron probablemente fundidos y reciclados. El grupo quedó decepcionado con el fracaso del sencillo, pero ahora es uno de los lanzamientos más raros de Thin Lizzy. En el siglo XXI, las copias se han vendido por alrededor de £ 800.

## Personal
- Phil Lynott - voz principal, bajo.
- Eric Bell - guitarra.
- Brian Downey - batería.
- Eric Wrixon - teclados.